# Tasmanapis strahan
Tasmanapis strahan is een spinnensoort in de taxonomische indeling van de Dwergkogelspinnen (Anapidae).
Het dier behoort tot het geslacht Tasmanapis. De wetenschappelijke naam van de soort werd voor het eerst geldig gepubliceerd in 1989 door Norman I. Platnick & Raymond Robert Forster.